# 凌漢
凌 漢（りょう かん、生没年不詳）は、明代の官僚。字は斗南。本貫は開封府原武県。

## 生涯
1384年（洪武17年）、秀才に挙げられ、「烏鵲論」を献上した。官を歴任して御史となった。陝西を巡按して、疾困数事を上疏し、洪武帝の賞賛を受けた。また凌漢は刑事事件での究明が公平であった。南京に召還されると、洪武帝が酒と金を贈ろうとしたが、凌漢は「酒は飲むべきだが、金は受け取るべきではありません」といい、洪武帝を喜ばせた。1388年（洪武21年）1月、浙江道監察御史から右副都御史に抜擢された。このとき詹徽が左副都御史であったが、凌漢と議論が合わず、いつも凌漢は面と向かって詹徽の非を責めたので、詹徽は凌漢を恨みに思っていた。8月、凌漢は監察御史の桂満の弾劾を受けて、刑部侍郎に左遷された。さらに礼部侍郎に転じた。1390年（洪武23年）、詹徽の弾劾を受けて、免官された。洪武帝は凌漢を郷里に帰らせようとしたが、凌漢は詹徽の存在を心配して、あえて南京に留まりたいと請願した。1392年（洪武25年）、左春坊左賛善となった。1393年（洪武26年）、詹徽が処刑されると、凌漢は右僉都御史に抜擢された。ほどなく致仕して帰郷した。